# Суску Кая
Суску Эким Кайя (род. 9 ноября 1990, Стамбул, Турция) — британо-турецкая актриса.

## Ранняя жизнь и карьера
Суску Эким Кая родилась 9 ноября 1990 года в Стамбуле, Турция, а затем переехала в Лондон. Она изучала психологию в Лондонском Столичном Университете, который окончила  в 2016 году. Также обучалась в Международной школе актёрского мастерства в студии 3 Mills Studio и закончила её в 2017 году, пройдя скрининг на BAFTA.
Суску выступала в нескольких театральных постановках на многих площадках, включая театр Аркола в Лондоне.  Ее актёрская карьера началась с фильма «Diren», а позже она сыграла несколько ролей в различных фильмах, музыкальных клипах и рекламных роликах. В интервью она упомянула, что её семья поддержала её решение начать работать актрисой. Они обнаружили её интерес к актёрскому мастерству в раннем возрасте и записали её на драматическое образование с 9 лет. Когда она училась в старшей школе она посещала центр художественного образования Кадыкёй для театрального образования в течение одного года. Она выступала в театре «Аркола» в спектакле «Махмуд и Езида: турецкие Ромео и Джульетта». Она также выступила в сольной пьесе «Женщина в одиночестве», написанной Дарио Фо и Франсом Раме в 2014 году. В 2020 году сняла короткометражный фильм «Будешь моим карантином?» и получила награды на нескольких фестивалях, включая Международный Стамбульский Кинофестиваль и Европейский кинофестиваль. В 2021 году Суску Эким Кая была лицом сатирической кампании под названием «The Staunch Test „Best“ campaign», которая проходила в Лондоне, Великобритания. Он был разработан сценаристом Бриджит Лоулесс, наиболее известной как автор знаменитого британского телесериала «Чисто английское убийство», а также основателем премии «Staunch Book Prize», присуждаемой за романы-триллеры без насилия над женщинами. В 2021 году выступила в экранизации романа Макса Фриша «Синяя борода» в театре Barons Court.

## Фильмография
| Год  | Заголовок               | Роль      | Примечания           |
| ---- | ----------------------- | --------- | -------------------- |
| 2014 | Темная сторона Луны     | Эллисон   | Ведущая роль         |
| 2015 | Diren                   | Хазал     | Ведущая роль         |
| 2015 | Спираль в ничто         | Мерри     | Гостевая роль        |
| 2016 | Внеземной               | Ив        | Ведущая роль         |
| 2017 | Секрет                  | Габриэлла | Вспомогательную роль |
| 2020 | Змеиный укус            | Кейт      | Ведущая роль         |
| 2020 | Будешь моим карантином? | Су        | Ведущая роль         |
| 2021 | Отступление пар         | Эллисон   | Вспомогательную роль |

## Театр
| Год  | Заголовок                                       | Роль         | Примечания           |
| ---- | ----------------------------------------------- | ------------ | -------------------- |
| 2014 | «Хороший доктор» Антона Чехова                  | Нина и Ольга | Ведущая роль         |
| 2015 | «Махмуд и Йезида», Муратан Мунган               | Нирван       | Вспомогательную роль |
| 2015 | «Женщина в одиночестве», Дарио Фо и Франка Раме | Мария        | Ведущая роль         |
| 2021 | «Синяя борода» Макса Фриша                      | Коринн       | Ведущая роль         |

## Награды
| Год  | Награда                                                  | Категория                                       | Результат   |
| ---- | -------------------------------------------------------- | ----------------------------------------------- | ----------- |
| 2021 | Международный Стамбульский кинофестиваль (Стамбул)       | Лучший экспериментальный короткометражный фильм | Победил     |
| 2021 | Международный Стамбульский кинофестиваль (Стамбул)       | Лучший режиссёр-новичок                         | Победил     |
| 2021 | Международный Стамбульский кинофестиваль (Стамбул)       | Лучший фильм о вирусе                           | Победил     |
| 2021 | Международный Стамбульский кинофестиваль (Стамбул)       | Лучший постер                                   | Победил     |
| 2021 | Европейский кинофестиваль (Великобритания).              | Лучший постер                                   | Победил     |
| 2021 | The NY Cat Film Festival (Нью-Йорк)                      | Лучший короткометражный фильм                   | Победил     |
| 2021 | Онлайн-сессии для начинающих режиссёров (Великобритания) | Лучший документальный фильм                     | номинирован |
| 2021 | Кинофестиваль S.O.F.A Tails (Кипр)                       | Лучший короткометражный фильм                   | номинирован |
| 2021 | Международный кинофестиваль Vesuvius (Италия)            | Лучший короткометражный фильм о Covid-19        | номинирован |
| 2021 | Кинофестиваль Калакари (Индия)                           | Лучший фильм фестиваля, специальная награда     | Победил     |
| 2023 | Международная кинопремия «Актриса Вселенная» (Нью-Йорк)  | Лучшая актриса в драме                          | Победил     |